# Korsvikkyrkan
Korsvikkyrkan är en klippa i Finland.   Den ligger i den ekonomiska regionen  Lovisa  och landskapet Nyland, i den södra delen av landet, 70 km öster om huvudstaden Helsingfors. Korsvikkyrkan ligger 5 meter över havet.
Terrängen runt Korsvikkyrkan är mycket platt. Havet är nära Korsvikkyrkan söderut.  Närmaste större samhälle är Lovisa, 5,4 km norr om Korsvikkyrkan.